# Vadász-hegy
A Vadász-hegy Budapest legdélibb fekvésű dombja, mely 227 méter magas. A Tétényi-fennsík északi nyúlványa. Budapest XI. kerületének délnyugati csücskében, Kőérberek és Vadászhegy városrészek osztoznak rajta. A domb csúcsát a Kamaraerdő borítja. 
A hegy körül nagy magasságkülönbségek találhatók. A felszínét borító erdő 126-227 méter magasságban található. A Pilisi Parkerdő Zrt. gondozza. Területe 60 hektár, de a beépítettség fenyegeti. Északkeletről a forgalmas 7-es út (Balatoni út) határolja, amely 1937-ben épült. Tetején kiváló panorámás területek találhatók, ahonnan a Gellért-hegyre és a Budai-hegyvidékre látni. A hőmérséklet nyáron maximum 34-35 °C, míg télen akár –18 és –20 °C közé is hűlhet a levegő.
Csapadékosabb teleken a hó hosszabb ideig megmarad, olyankor sokan érkeznek Budafokról és Budaörsről szánkózni. 2 nagy szánkózási „pálya” van, azaz két hóval borított erdőút. A hótakaró vastagsága átlagos teleken 20-30 centiméter.

## Képek

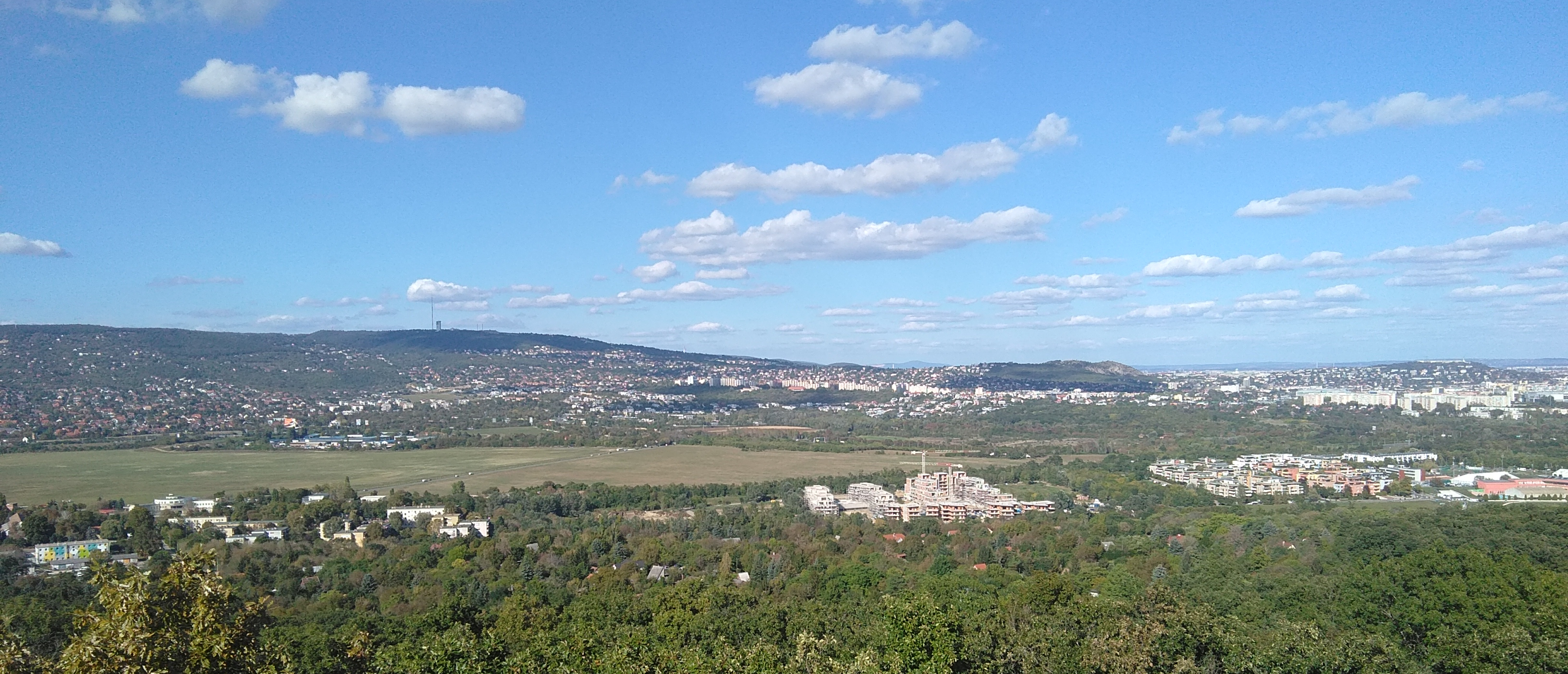
Budaörsi-medence és a Széchenyi-hegy
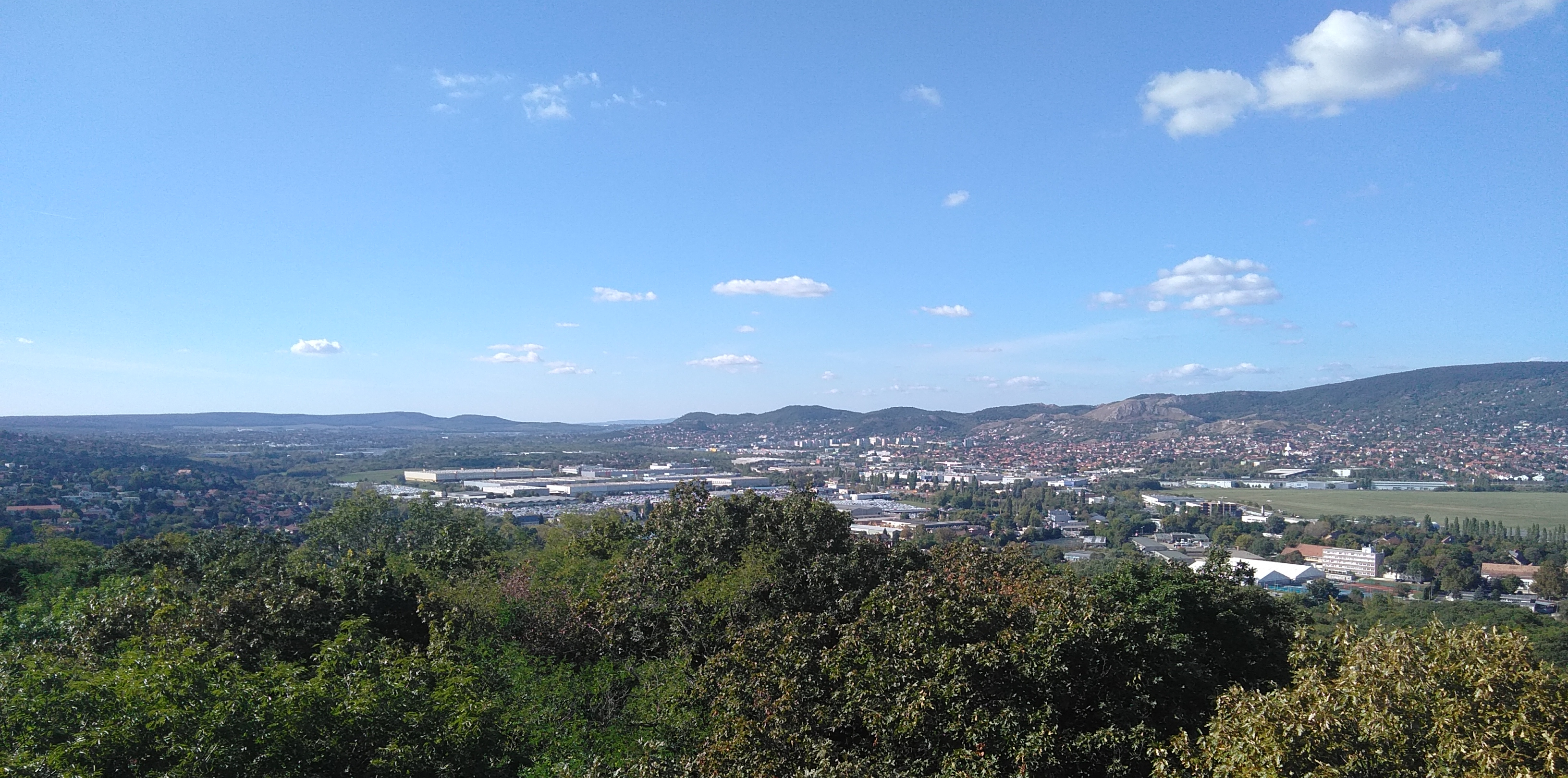
Budaörs és a Csíki-hegyek
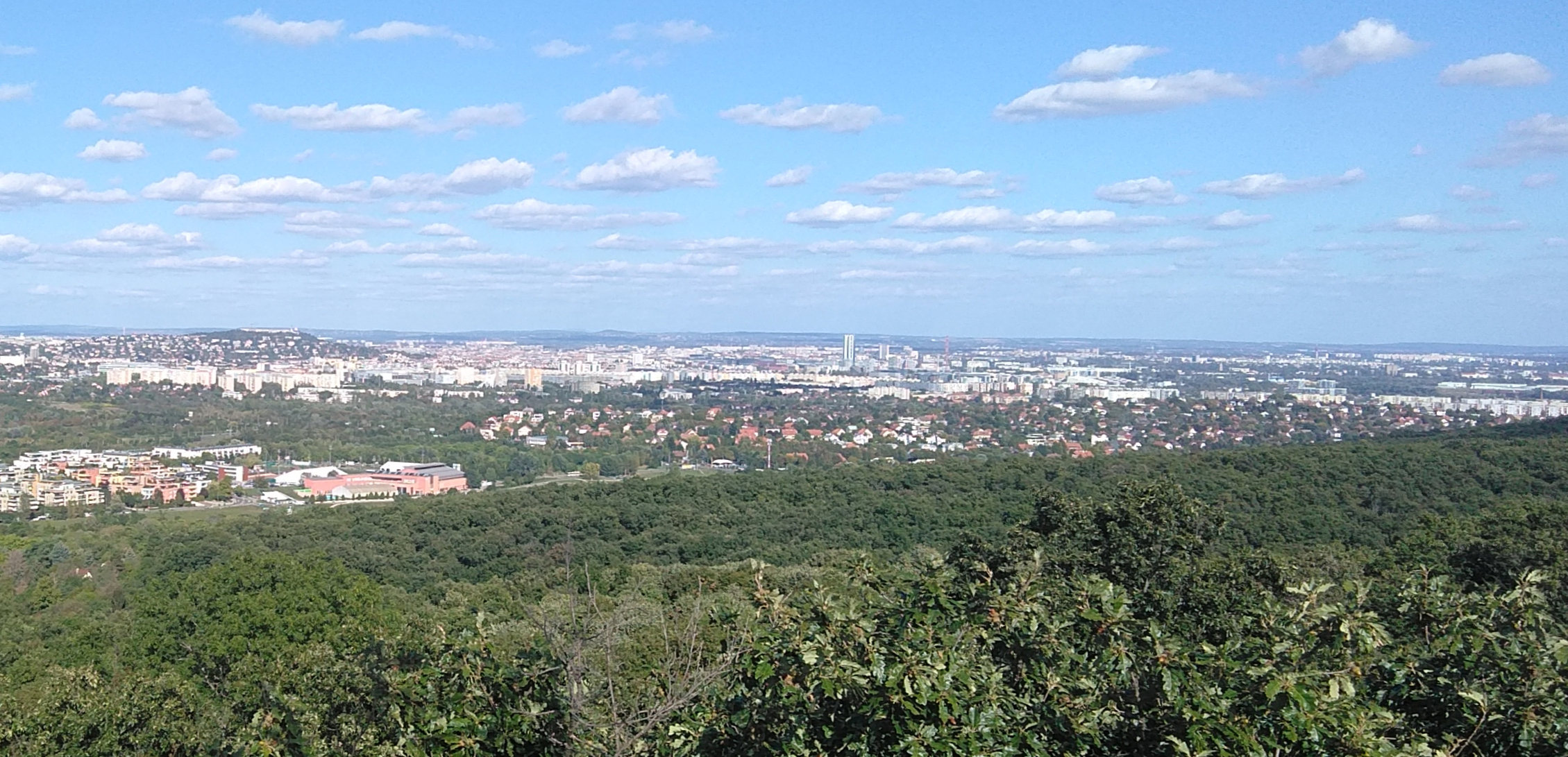
Őrmező, Kelenföld, Albertfalva és a Kőérberek